# جواو بابتيستا مارتينز
جواو بابتيستا مارتينز مواليد 3 سبتمبر 1927 في سينيس، البرتغال - الوفاة 18 نوفمبر 1993 في البرتغال، كان لاعب كرة قدم برتغالي كان يلعب كلاعب وسط. يُعتبر جواو بابتيستا هو أول لاعب يُسجل في بطولة دوري أبطال أوروبا، حيث سجل في أول مباراة في تاريخ البطولة مع نادي سبورتينغ لشبونة ضد نادي بارتيزان حيث جاء الهدف في الدقيقة 14 في الملعب الوطني في لشبونة في تاريخ 4 سبتمبر 1955.

## المسيرة الاحترافية

### أندية لعب لها
- سبورتينغ لشبونة

## روابط خارجية
- جواو بابتيستا مارتينز على موقع قاعدة بيانات كرة القدم.إي يو (الإنجليزية)
- جواو بابتيستا مارتينز على موقع ناشيونال فوتبول تيمز (الإنجليزية)
- جواو بابتيستا مارتينز على موقع عالم كرة القدم.نت (الإنجليزية)